# Comuna Trîbusivka, Pișceanka
Trîbusivka (în ucraineană Трибусівка) este o comună în raionul Pișceanka, regiunea Vinnița, Ucraina, formată din satele Kalînivka și Trîbusivka (reședința).

## Demografie
Componența lingvistică a satului Trîbusivka
     Ucraineană (99,41%)
     Alte limbi (0,59%)
Conform recensământului din 2001, majoritatea populației satului Trîbusivka era vorbitoare de ucraineană (99,41%), existând în minoritate și vorbitori de alte limbi.